# Hugo I. Embriaco
Hugo I. Embriaco oder Hugo I. von Gibelet († um 1135) war ein genuesischer Admiral und der erste Herr von Gibelet in der Grafschaft Tripolis.
Er war der Sohn des genuesischen Admirals Wilhelm I. Embriaco. Sein Vater hatte 1104 als genuesischer Flottenkommandeur die provencalischen Kreuzfahrer um Raimund von Saint-Gilles bei der Eroberung von Gibelet unterstützt, wofür Genua als Gegenleistung ein Drittel von Gibelet erhielt.
Hugo Embriaco kommandierte wie sein Vater eine genuesische Flotte. 1108 begleitete er Raimunds Sohn Bertrand nach Outremer. Im Sommer 1108, kurz bevor Bertrand die Eroberung von Tripolis gelang, übertrug er ganz Gibelet an Genua. Hugo wurde kurz darauf als erster Herr von Gibelet eingesetzt.
Zunächst war Hugo I. formell nur die Verwaltung von Gibelet als genuesischer Statthalter anvertraut, vor 1135 wurde ihm dann jedoch die Stadt auf 20 Jahre gegen jährliche Zinszahlungen zu Lehen übertragen.
Seine Ehefrau hieß Adelasia. Mit ihr hatte er mindestens zwei Söhne, von denen Wilhelm, der Älteste, ihm nach seinem Tod als Herr von Gibelet nachfolgte.